# Sindrome di Bethlem
La sindrome di Bethlem (o miopatia di Bethlem) è una miopatia prossimale lieve a trasmissione autosomico dominante. È associata a difetti a carico dei geni COL6A1, COL6A2 e COL6A3 che codificano per il collagene di tipo VI.
È stata descritta per la prima volta nel 1976 dai medici olandesi Jaap Bethlem e George K. van Wijngaarden in un articolo apparso sulla rivista Brain.

## Epidemiologia
Tale sindrome si presenta con una prevalenza di 1 su ogni 10 000 nati.

## Patogenesi
Le mutazioni sono a carico soprattutto del gene COL6A3, benché siano possibili anche mutazioni di COL6A1 E COL6A2. Le mutazioni avvengono a livello del segmento genico che codifica per la regione proteinca compresa tra la porzione prossimale e la porzione aminoterminale, con perdita di un esone o sostituzione delle glicine con il tripeptide Gly-X-Y. Tali alterazioni modificano l'appaiamento dei frammenti collagenici provocando un'alterata disposizione delle fibrille.

## Profilo clinico
La sindrome di Bethlem si manifesta nell'adulto, benché sia spesso documentabile un'ipotonia neonatale, ridotti movimenti, torcicollo e ritardo della deambulazione. Nell'adulto sono caratteristiche le contratture in flessione dei polsi, dei gomiti, delle ginocchia e delle dita, accompagnate spesso a debolezza lentamente progressiva. Queste manifestazioni sono responsabili di difficoltà di deambulazione in più dei 2/3 dei soggetti con più di 50 anni affetti da questa miopatia. La progressione della miopatia può coinvolgere il diaframma, rendendo difficoltosa la respirazione notturna. Altre manifestazioni sono:
- Lassità articolare delle mani e dei piedi
- Scoliosi o cifosi
- Pectus excavatum
- Tendenza alla formazione di cheloidi
- Ipercheratosi follicolare

## Profilo diagnostico
Le contratture muscolare e un'anamnesi positiva per disturbi motori suggerisco una miopatia che deve essere indagata mediante l'analisi del cariotipo. Le biopsie muscolari con esecuzione di esami immunoistochimici permettono la differenziazione con altre miopatie. La presenza di contratture muscolari e la presenza di rigidità spinale pone problematiche di diagnosi differenziale con la distrofia muscolare di Emery-Dreyfuss.